# Korsische Volksunion
Die Korsische Volksunion (Korsisch: Unione di u Populu Corsu, UPC) war eine korsische Regionalpartei.
Die UPC wurde am 17. Juli 1977 als Sammlungsbewegung des gemäßigten korsischen Regionalismus (in Abgrenzung zum militanten Nationalismus der FLNC) ins Leben gerufen. Vorläuferorganisation war die am 1. Februar 1977 gegründete Vereinigung Korsischer Patrioten (APC), die sich für die Freilassung des inhaftierten Edmond Simeoni einsetzte. Die Umstrukturierung der APC nach dem Muster einer politischen Partei führte zur Gründung der UPC. Langjähriger Parteivorsitzender war François Alfonsi.
2002 ging die UPC gemeinsam mit zwei anderen korsisch-nationalistischen Gruppierungen in der neugegründeten Partitu di a Nazione Corsa auf. Die neue Partei trat auch die Nachfolge der UPC-Mitgliedschaft in der Europäischen Freien Allianz an.